# Resolució 381 del Consell de Seguretat de les Nacions Unides
La Resolució 381 del Consell de Seguretat de les Nacions Unides, aprovada el 30 de novembre de 1975, va considerar un informe del Secretari General de les Nacions Unides sobre la Força de les Nacions Unides d'Observació de la Separació i va prendre nota de les discussions que va tenir el secretari general amb totes les parts interessades en la situació de l'Orient Mitjà. El consell expressar la seva preocupació per la contínua tensió a la zona i va decidir:
(a) Tornar-se a reunir el 12 de gener de 1976, per continuar el debat sobre el problema de l'Orient Mitjà, inclosa la qüestió palestina, tenint en compte totes les resolucions pertinents de les Nacions Unides;
(b) Renovar el mandat de la Força de les Nacions Unides d'Observació de la Separació per un altre període de sis mesos;
(c) Demanar al Secretari General que mantingui informada al Consell de Seguretat sobre altres desenvolupaments.
La resolució va ser aprovada per 13 vots; la República Popular de la Xina i Iraq no van participar en la votació.